# دلتا کبوتر
دلتا کبوتر یک ستاره است که در صورت فلکی کبوتر قرار دارد.